# Chechmil
Chechmil es una localidad del municipio de Chemax en el estado de Yucatán, México.

## Toponimia
El nombre (Chechmil) proviene del idioma maya.

## Hechos históricos
- En 1950 cambia su nombre de X-Chechmil a X Chechmil.
- En 1960 cambia a X-Chechmil.
- En 1970 cambia a X Chechmil.
- En 1980 cambia a X-Chechmil.
- En 1990 cambia a Chechmil.

## Demografía
Según el censo de 2005 realizado por el INEGI, la población de la localidad era de 478 habitantes, de los cuales 236 eran hombres y 242 eran mujeres.
| 22                          | 62 | 33 | 48 | 63 | 121 | 111 | 190 | 309 | 367 | 478 |
| (Fuente: INEGI [Consultar]) |    |    |    |    |     |     |     |     |     |     |